# Thraciopsis angustata
Thraciopsis angustata is een tweekleppigensoort uit de familie van de Thraciidae. De wetenschappelijke naam van de soort is voor het eerst geldig gepubliceerd in 1868 door Angas.